# Тимофей Эфесский
Тимофе́й (др.-греч. Τιμόθεος, лат. Timotheus; ок. 17 — ок. 80) — апостол от семидесяти, ученик апостола Павла и его адресат (первое послание и второе из Нового Завета); первый епископ Эфесский (ныне Турция).

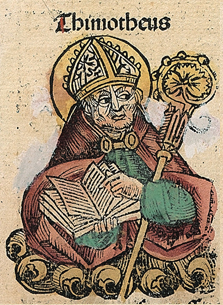
Образ Тимофея, 1-го епископа Эфесского из «Нюрнбергской Хроники» Хартмана Шеделя, 1493

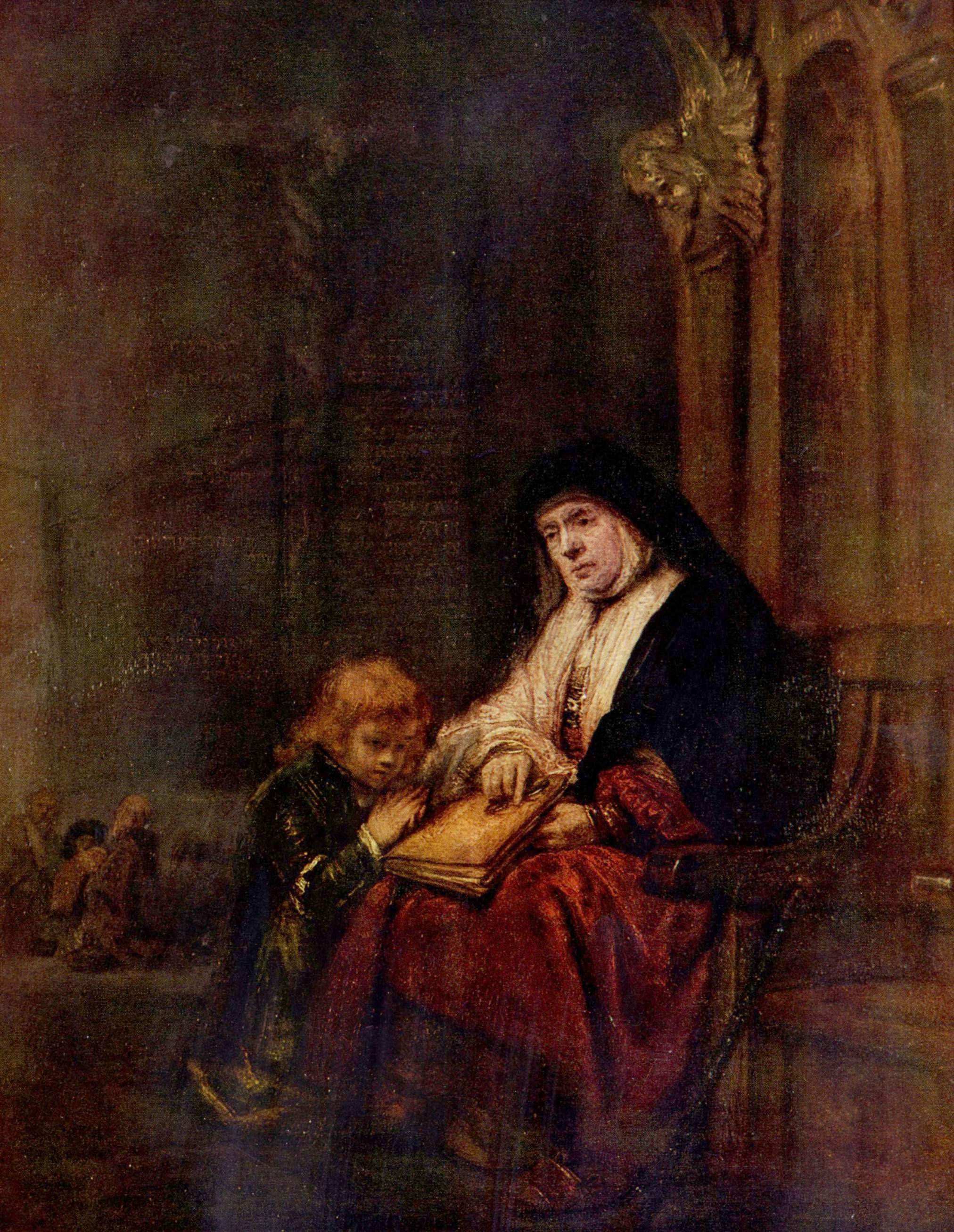
Тимофей и его бабушка. Харменс ван Рейн Рембрандт, 1648

## Жизнеописание
Тимофей был, как сообщают Деяния святых апостолов, сыном иудеянки, обратившейся в христианство, и эллина; во Втором послании к Тимофею сообщаются имя его матери — Евника, и бабушки (также христианки) — Лоида. Тимофей жил в городе Листра в провинции Ликаония римской провинции Галатии. Он обратился, вероятно, под влиянием проповеди апостола Павла в Листре во время его первого путешествия (Деян. 14:5-22), около 48—49 годов.
Во время своего второго путешествия Павел вновь посетил Листру и на этот раз взял Тимофея с собой (Деян. 16:1-3). Тимофей был одним из самых верных и любимых учеников апостола, Павел называет его «мой возлюбленный и верный в Господе сын», «брат наш и служитель Божий». Тимофей, несмотря на молодость, выполнял ряд важных поручений апостола — он проповедовал фессалоникийцам (1Фес. 3:1-6), наставлял в вере коринфян (1Кор. 4:17). Посылая Тимофея к филиппийцам, Павел говорит о нём: «ибо я не имею никого равно усердного, кто бы столь искренно заботился о вас… его верность вам известна, потому что он, как сын отцу, служил мне в благовествовании» (Флп. 2:19-23).
Освободившись из своего первого заключения в Риме, апостол Павел предпринял с Тимофеем поездку на Восток и поставил Тимофея в Эфесе епископом. Когда Павел вновь был заключён в Риме под стражу, Тимофей посетил его в заключении. После смерти Павла в 67 году, Тимофей вернулся в Эфес. О его последних годах достоверной информации нет.
К Тимофею обращены два пастырских послания апостола Павла (1-е послание к Тимофею, 2-е послание к Тимофею), вошедшие в состав Нового Завета.
Тимофей упомянут также в первых стихах 2-го послания к Коринфянам, Послания к Филиппийцам, Послания к Колоссянам, 1-го послания к Фессалоникийцам и 2-го послания к Фессалоникийцам и Послания к Филимону, что скорее всего означает, что Тимофей записывал эти послания со слов Павла. Возможно, что он был соавтором некоторых из них.
По церковному преданию, Тимофей в 80 году принял мученическую смерть от язычников.

## Память
Его мощи в IV веке были перенесены в Константинополь.
Память в Православной церкви совершается 4 февраля (22 января по старому стилю), а также 17 января (4 января по старому стилю) в день Собора Апостолов от семидесяти, в Католической церкви — 26 января.